# Амбариша
Амбари́ша — легендарный царь, великий преданный Вишну, история которого описывается в пуранах.

## История согласно «Бхагавата-пуране»
В «Бхагавата-пуране» описывается история Амбариши и мудреца Дурвасы. Отцом Амбариши был внук Ману — Набхага. Амбариша был могущественным и прославленным царём. Хотя он правил всем миром, он не считал своё богатство вечным и, осознавая, что все материальные блага ведут лишь к падению и продлевают материальное существование, не был привязан к ним. Все свои чувства и ум он занял служением Вишну. Поскольку Амбариша был императором и обладал несметными богатствами, он поклонялся Вишну с великой пышностью и, несмотря на своё богатство, не был привязан к жене, детям и царству. Он не стремился даже к мокше.
Однажды Амбариша поклонялся Вишну, соблюдая обет экадаши. На следующий день после экадаши Амбариша собрался было прервать пост, но тут в его дом пожаловал гость — великий риши Дурваса. Амбариша принял Дурвасу и предложил ему отобедать. Согласившись, Дурваса пошёл к реке, чтобы совершить дневное омовение. Там он погрузился в медитацию и долго не возвращался. Амбариша, видя, что время для прерывания поста вот-вот истечёт, последовал совету риши Васиштхи и завершил пост, выпив немного воды. Дурваса, обладавший мистическими способностями, понял, что произошло, и страшно рассердился. Вернувшись, он стал сурово отчитывать Амбаришу, однако этого ему показалось недостаточно, и тогда из своего волоса он сотворил огромного демона, подобного всепожирающему огню. Тут Вишну, чтобы спасти своего преданного, послал к месту происшествия свой диск, Сударшану-чакру, который уничтожил демона и устремился к оскорбившему Амбаришу Дурвасе. Дурваса попытался скрыться на Брахмалоке, Шивалоке и других высших планетах, но так и не смог защититься от гнева Сударшаны-чакры. В конце концов он добрался до духовного мира Вайкунтхи и припал к стопам Нараяны, который сообщил ему, что не в состоянии простить того, кто оскорбил преданного Вишну. Прощение за такой грех человек должен просить у самого вайшнава, которого он оскорбил. Поэтому Нараяна посоветовал Дурвасе вернуться к Амбарише и попросить у него прощения, что тот и сделал.

## История согласно «Шри-гуру-чаритре»
В прошлом жил преданный Вишну по имени Амбариша. Он тщательно выполнял положенные ритуалы в одиннадцатый лунный день — экадаши: проводил время в молитвах, оказывал почтение брахманам, поклонялся Вишну. Обряд экадаши обязывает прервать пост в определённое время в начале следующего лунного дня. Однажды, когда этот момент почти наступил, к Амбарише пришёл гость — великий мудрец Дурваса. Амбариша с уважением омыл его стопы. Дурваса собирался принять пищу, но перед этим он отравился на реку для совершения жертвы и омовения. Дурваса долго не возвращался, и в это время наступил двенадцатый лунный день. Амбариша не мог прервать свой пост едой, так как это было бы оскорблением гостя, который по этикету должен был вкусить пищу первым. В то же время, если пост не прерван вовремя, то обряд экадаши считается нарушенным. Амбариша нашёл выход из ситуации, прервав пост маленьким глотком воды.
Когда Дурваса вернулся и узнал об этом, он воспринял это как оскорбление и впал в ярость. Он проклял Амбаришу таким образом, что тот будет рождаться много раз в низшей касте. Тогда Амбариша помолился Вишну, который немедленно появился перед ним. Амбариша обратился к Вишну за защитой. Вишну повернулся к Дурвасе и сказал: «О, Муни, почему ты проклял моего преданного без всякой причины? Слова такого человека, как ты, должны быть правдивы. Таким образом, я сам должен испытать последствия этого проклятия, посланного моему преданному». На это Дурваса ответил: «О, Господь, твоя забота о своем преданном дала нам возможность непосредственно видеть Тебя. Дай же нам уверенность в том, что Ты посетишь землю десять раз, защитишь праведность и разрушишь порок».